# 恆社
恆社是中国1930年代由杜月笙发起组织的帮会性社团。名称由陈群取“如月之恒”典故而做，暗含杜月笙姓名。恒社宗旨为：“进德修业，崇道尚义，互信互助，服务社会，效忠国家”。根据社章规定，领导机构为理事会。由社员大会选举的理事十九人，及候补理事十一人组成。杜月笙为名誉理事长。入社仪式较为庄重肃穆，需燃香并跪拜门下，然后由杜月笙逐一扶起。成员主要为工商界人士，也有少量官员及军界人士。

## 恒社社员录（一九三四年）[1]
1. 丁如松 上海 丁茂德鱼行
2. 丁如柏 上海 丁茂德鱼行
3. 丁逍山 湖北 中兴公司
4. 于松乔 江苏句容 邮政局邮务员
5. 方文波 浙江镇海 同安公司押款部
6. 方兆棣 江苏常熟 商界
7. 方致晋 安徽桐城 警察总队第五中队书记
8. 方朝荣 浙江绍兴 永庆钱庄
9. 方锡圭 上海 招商局新栈职员
10. 方镇耀 浙江定海 利泰五金电器号
11. 王冰 江苏 上海市社会局科员
12. 王刚 江苏江宁 上海市社会局惠工股主任
13. 王合友 浙江绍兴 宝和旅馆
14. 王兆槐 浙江遂安 浙江保安处情报科长
15. 王如松 上海 法捕房警务处
16. 王叔和 江苏吴县 协丰营造厂
17. 王咏梅 上海 王元道药号
18. 王顺发 江苏无锡 商界
19. 王端瑢 河南 学界
20. 王端璞 河南 学界
21. 王润生 江苏吴县 上海邮政局邮务员
22. 王锦堂 安徽泾县 招商局新栈会计
23. 王啸潮 浙江鄞县 祥丰金号
24. 水祥云 浙江鄞县 上海邮政局邮务员
25. 毛云 浙江吴兴 律师
26. 毛志讱 浙江鄞县 泰利证券号
27. 毛志祥 上海 牙医师
28. 毛东方 上海 商界
29. 孔充 江苏兴化 商界
30. 孔文焕 江苏吴县 礼和洋栈骏泰公司
31. 史香会 浙江鄞县 招商局江天轮船司机
32. 石仁安 江苏吴县 商界
33. 江肇铭 江苏吴县 牙医师
34. 江声涛 安徽婺源 上海警察总队第五中队长
35. 朱化农 安徽无为 中国通商银行行员
36. 朱世模 浙江鄞县 四明银行
37. 朱志扬 上海 太古洋行保险部
38. 朱信科 江苏泗阳 江苏江都县警察大队长
39. 朱承德 浙江杭县 政界
40. 朱焕卿 江苏江阴 太古公司大通轮船主任
41. 朱学范 浙江嘉善 上海市总工会主任委员
42. 朱开观 上海 无锡县政府田赋主任
43. 朱鹤皋 江苏南通 中国医学院总务主任
44. 朱渊如 上海 律师
45. 池廷显 江苏嘉定 警界
46. 任家驹 浙江吴兴 政界
47. 伍麟趾 广东台山 上海公安局北站分局长
48. 后大椿 安徽天长 上海市保安处秘书、中华海员工会筹委会秘书
49. 戎乾楚 浙江镇海 慎德肉庄
50. 吴之芬 江苏启东 律师
51. 吴少五 安徽合肥 立成兴星记机器制罐厂经理
52. 吴文奎 上海 棉业
53. 吴玉亭 河北枣强 汉口公安局第三分局长
54. 吴巧福 江苏无锡 源泰翻砂厂
55. 吴江枫 江苏吴县 大吉祥印刷厂经理
56. 吴菊山 江苏江阴 华成丝号
57. 吴雄谔 江苏奉贤 江苏水上公安队第一区第二队三分队长
58. 吴绍澍 江苏松江 汉口市党部委员
59. 吴蓉舫 安徽休宁 商业
60. 吴钦德 江苏无锡 吴祥泰机器铁厂
61. 吴颖荪 浙江海盐 茂隆洋行
62. 吴麟趾 江苏吴县 和兴烟公司发行所
63. 李山南 湖南湘阴 新闻记者
64. 李家鼎 浙江杭县 陆军骑兵第一旅旅长兼江西第一管区司令
65. 李炳星 江苏川沙 上海华商电气公司发电厂
66. 李厚椿 浙江镇海 棉业
67. 李斐叔 江苏如皋 政界
68. 李鸿生 江苏 统税局苏浙皖上海查验所
69. 李庆鑫 安徽合肥 上海市公安局第五区五所所员
70. 李麟书 上海 法商电车公司
71. 汪其俊 上海 地产业
72. 汪桂祥 浙江绍兴 布业
73. 汪振华 江苏吴县 商业
74. 汪秦泽 安徽黟县 政界
75. 汪启麟 江苏溧阳 上海市公安局第五区巡官
76. 沈半梅 浙江德清 上海特别市五区党部常务委员
77. 沈志青 上海 大来银行储蓄部出纳科主任
78. 沈芸齐 浙江吴兴 沈源顺鱼行
79. 沈振华 浙江余姚 上海老北门警察所长
80. 沈詠青 上海 纱布交易所营业科
81. 沈彭年 上海 笙昌水果行
82. 沈维钧 浙江鄞县 中南烟公司
83. 沈华庭 浙江慈溪 商界
84. 沈宝槐 浙江鄞县 祥丰皮毛行
85. 沈楚宝 浙江鄞县 航业
86. 何长如 上海 大沪饭店总稽查
87. 何绍芬 浙江萧山 财政部视察员
88. 何铁华 浙江余姚 招商局北栈栈长
89. 杜武 河南封邱 学界
90. 杜刚 浙江德清 上海市教育局督学
91. 杜文彬 江苏南汇 商界
92. 余畊 浙江昌化 浙江省公安局侦缉队长
93. 余空我 安徽歙县 新江闻报馆编辑
94. 车德芳 浙江镇海 招商局海宴轮船司机
95. 周鼎 北平 上海市公安局调查股主任
96. 周鼎 江苏吴县 江苏省水上公安队第四大队长
97. 周文卿 浙江鄞县 医师
98. 周孝伯 江苏南通 律师
99. 周家祥 江苏阜宁 益丰庄
100. 周梅庭 浙江鄞县 三兴渔轮局、周洽兴渔栈经理
101. 周剑云 安徽合肥 华威贸易公司
102. 邱毓棻 江苏南汇 太古洋行武昌轮船
103. 东云龙 江苏南通 逸园办事处经理
104. 屈伸 湖南宝庆 军政界
105. 邵子英 浙江慈豁 商业
106. 邵佐龙 江苏无锡 泰利铁行
107. 邵湖生 浙江鄞县 海昌轮船公司经理
108. 邵宝生 浙江 大昇月记金号
109. 林芝梅 浙江鄞县 浙东第三区缉私营带
110. 林昌植 浙江鄞县 太古码头巡丁房主任
111. 林德华 四川威远 上海公安局督察员
112. 林瑞福 上海 云州新记大旅社
113. 金长根 上海 纱花业
114. 金殿扬 江苏吴县 上海巡道街警察所长
115. 俞士新 江苏宜兴 政界
116. 俞天碧 广东中山 上海市社会局
117. 俞仙亭 浙江 招商局
118. 俞闻喜 浙江杭县 警界
119. 姚本元 河南 上海市吴淞警察所所长
120. 姚君喻 浙江吴兴 律师
121. 姚盘卿 江苏宝山 意商义兴公司
122. 姚肇基 上海 商界
123. 施燮明 江苏吴县 神州旅社副经理
124. 施体奋 浙江鄞县 华商公共汽车公司
125. 胡炎民 上海 红手洋行
126. 胡拜石 安徽休宁 胡开文墨庄
127. 胡秉衡 上海 晋成钱庄
128. 洪雁宾 浙江镇海 宁波实业银行
129. 计鸿生 江苏 棉花业
130. 后士杰 浙江鄞县 宁波市公安局第一分局长
131. 胥仰南 江苏丹徒 鸿新染织厂
132. 查铸亚 江苏宜兴 政界
133. 浦贤元 江苏吴县 商界
134. 唐世昌 浙江鄞县 申报馆编辑
135. 唐经绶 江苏吴县 翔华电汽公司营业主任
136. 唐缵之 上海 吴淞市政办事处
137. 梁扶初 广东中山 上海市公安局北站分局长
138. 孙桐岗 山东济南 航空委员会航空教导总队
139. 孙祥簋 浙江慈溪 四明银行协理
140. 孙理彬 江苏川沙 聚昌衣庄
141. 孙贵清 江苏镇江 商界
142. 孙经镶 浙江奉化 汉口农省两行公库主任
143. 孙梦花 江苏金坛 新新通讯社社长
144. 奚士尚 江苏 商界
145. 袁炳元 江苏丹徒 协康橡皮总行
146. 袁钰璋 江苏江阴 元记缫丝厂
147. 倪瑞卿 浙江镇海 四明银行
148. 桂葆泉 浙江镇海 法捕房警务处翻译
149. 徐子权 浙江 商界
150. 徐大统 浙江镇海 顺亨洋行
151. 徐守怡 安徽南陵 商界
152. 徐世福 浙江鄞县 法租界公董局职员
153. 徐宗耀 上海 商界
154. 徐忠甫 浙江镇海 航业
155. 徐持志 江苏武进 警界
156. 徐南丹 浙江慈溪 福源钱庄
157. 徐茂先 浙江慈溪 国泰银行
158. 徐怒涛 贵州毕节 上海市公安局督察员
159. 徐纪雄 浙江上虞 棉花业
160. 徐德良 浙江鄞县 招商局江新轮司机
161. 徐荫谷 江苏吴县 华丰营业公司
162. 徐鼎昌 江苏嘉定 公永和盐栈
163. 徐懋棠 浙江镇海 大英银行华经理
164. 徐福生 上海 泰昌祥洋货号
165. 凌伯麟 浙江鄞县 宁波和丰纱厂经理
166. 凌希超 浙江嘉兴 盐务
167. 马君彦 辽宁 杭州警备司令部参谋长
168. 马连良 北平 梨园界
169. 马义寿 江苏嘉定 鸿泰钱庄经理
170. 高荣堃 山东济南 庆记轮船局
171. 高守武 天津 淞沪警备司令部
172. 高庆奎 北平 梨园界
173. 高联奎 北平 梨园界
174. 殷信之 上海 达昌建筑公司经理
175. 殷信甫 江苏吴江 东吴大学同学会干事兼校长室秘书
176. 秦有德 上海 商业
177. 张桐 江苏无锡 律师
178. 张一道 浙江绍兴 上海邮政局邮务员
179. 张上珍 上海 太古洋行
180. 张子廉 浙江杭县 三星棉铁厂经理
181. 张元吉 上海 万昌米号
182. 张少泉 江苏南汇 典当业
183. 张石川 浙江镇海 上海明星影片公司
184. 张旭人 浙江吴兴 浙江储丰银行经理
185. 张克昌 江苏嘉定 上海邮政局邮务员
186. 张克英 上海 太古公司吴淞轮船主任
187. 张孝平 江苏吴县 淞沪警备司令部
188. 张香全 浙江鄞县 招商局江新轮船司机
189. 张南邨 江宁 警界
190. 张松涛 上海 扬子饭店经理
191. 张金魁 江苏江都 商界
192. 张颂椒 浙江镇海 美国联邦保险公司华总经理、四明银行地产部
193. 张秉辉 福建闽侯 上海市社会局第四科科长
194. 张菊生 上海 英租界工部局华总总办处
195. 张惠卿 浙江鄞县 商界
196. 张惠荪 浙江镇海 招商局南栈新永源帐房
197. 张彩生 浙江镇海 新江天轮船
198. 张德泉 浙江嘉善 新泉记营造厂
199. 张种德 湖南常德 新闸警察分局巡官
200. 张钰宽 江苏镇江 大利元奖券号
201. 张锡麟 江苏青浦 大利元奖券号
202. 张蓝田 河北静海 老北门警察所巡官
203. 陆元虎 江苏昆山 淞沪警备司令部
204. 陆京士 江苏太仓 上海特别市党部委员
205. 陆金祥 上海 法捕房
206. 陆金宝 江苏 商界
207. 陆桂鑫 芜湖 上海市公安局侦缉员
208. 陆机云 上海 华商电车公司
209. 陆殿栋 浙江桐乡 学界
210. 郭莱 江苏六合 上海市公安局督察员
211. 郭仲逸 上海 浏河水上公安局队长
212. 郭兰馨 江苏南汇 上海市土地局科员
213. 郭修修 浙江宁海 七星炼铜厂
214. 陈震 上海 律师
215. 陈大器 浙江海盐 律师
216. 陈之毅 云南江川 上海市保安处第一股长
217. 陈元鼐 浙江镇海 全国经济委员会
218. 陈有运 浙江鄞县 华东毛织厂
219. 陈存仁 上海 国医
220. 陈存甫 浙江鄞县 木业兼钱业
221. 陈君毅 上海 上海特别市党部委员
222. 陈亚夫 上海 乐华女子中学校长
223. 陈抡魁 江苏无锡 中央党部派沪调查员
224. 陈晴岚 广东 商界
225. 陈智强 上海 商界
226. 陈维贤 上海 商界
227. 陈达哉 江苏嘉定 新闻报馆编辑
228. 陈善章 浙江绍兴 中国营业公司
229. 陈鹤年 江苏无锡 政界
230. 陈德全 浙江镇海 金业
231. 许也夫 浙江天台 上海市社会局科长
232. 许祖年 上海 上海公安局水巡队二分队长
233. 许惕君 上海 纱布交易所内均昶号
234. 许海棠 江苏宝山 海丰汽车行
235. 许梦麟 江苏昆山 永安公司皮革部
236. 许姬传 浙江海宁 政界
237. 许箴时 浙江吴兴 商界
238. 曹万生 浙江鄞县 招商局江安轮司机
239. 常福田 湖北 三北公司鸿升栈
240. 毕振华 浙江吴兴 上海徐家汇警察分所所长
241. 章一平 浙江诸暨 浙江保安处情报科指导股长
242. 章荣初 浙江吴兴 上海纺织印染厂
243. 庄瑞五 江宁 上海中宁轮船公司总经理、南京商业储蓄银行筹备员
244. 傅振北 湖南长沙 警界
245. 傅瑞钰 浙江镇海 招商局栈长
246. 汤有为 浙江吴兴 律师
247. 华士俊 江苏昆山 昆山县公安局长
248. 贵郁华 浙江衢县 政界
249. 鄂森 江苏丹徒 律师
250. 闵贯玉 江苏昆山 国医
251. 冯一先 江苏吴江 沪北中学校长
252. 冯保颐 浙江慈溪 静安法律事务所
253. 冯宪成 江苏高邮 上海特别市党部第六区常务委员
254. 黄子雄 江苏嘉定 律师
255. 黄香谷 福建建瓯 商界
256. 黄振东 江苏丹徒 华新进出口公司经理
257. 黄颂声 江苏太仓 太仓浏河镇保卫团长、江苏第一区烟酒稽征分局太仓稽征所主任
258. 黄椿生 上海 上海第二特区法院翻译员
259. 裘剑飞 浙江 商界
260. 虞元荣 浙江绍兴 商界
261. 万芹香 上海 萃盛砖灰行
262. 杨楞 江苏无锡 政界
263. 杨克天 江苏江都 六合县长
264. 杨祖钰 江苏无锡 永和米行
265. 杨景存 安徽怀宁 商界
266. 杨俊生 江苏淮安 大中华造船机器厂长
267. 杨德林 上海 邮政局邮务员
268. 杨钟甫 浙江诸暨 医师
269. 杨润森 浙江嘉兴 商界
270. 叶安香 江苏川沙 兴泰电灯号
271. 叶荫三 上海 上海、大华造纸厂搪瓷厂总经理、骏大华行经理
272. 叶夔麟 江苏吴县 英租界工部局警务处虹口捕房翻译
273. 赵忠迪 江苏无锡 卜内门公司
274. 赵君豪 江苏兴化 申报馆编辑
275. 赵培鑫 江苏吴县 四明银行保管部
276. 赵树声 浙江乐清 全国邮务总工会委员
277. 刘心权 江苏无锡 上海邮政局邮务员
278. 刘建郡 山东滕县 税警局第二区区长
279. 刘俊卿 河北霸县 公共租界探长
280. 刘海若 江苏武进 上海美术专门学校
281. 刘云舫 天津 上海市邑庙警察所长
282. 刘云舫 安徽庐江 外交部顾问
283. 刘祺生 上海 华商电车公司
284. 刘灏芳 江苏武进 英租界工部局工程师、大德工程设计社经理
285. 潘守仁 上海 新鸿记建筑公司总理、洽盛地产公司经理
286. 潘旭昇 上海 三新染织厂
287. 潘家田 江苏吴县 江苏溧水县县长
288. 潘振荣 安徽巢县 苏浙海洋护运缉私队长
289. 郑正秋 广东潮阳 明星影片公司
290. 郑君毅 江西安远 赣闽粤湘鄂北路司令部副官处
291. 郑春和 江苏无锡 洪昌银号
292. 乐秀樑 浙江镇海 商界
293. 蒋长文 江苏丹徒 法捕房
294. 蔡福棠 上海 长丰地产公司
295. 谈松泉 江苏海虞 中法学堂法文教员
296. 诸锦良 江苏武进 纱布交易所信诚昌号
297. 楼邦达 浙江鄞县 华义银行
298. 钱治平 上海 纱布交易所均昶号
299. 钱南山 上海 纱布交易所泰昌号
300. 钱培荣 江苏吴县 康茂无线电行
301. 钱养然 江苏吴县 纱缎业
302. 钱寿恒 浙江杭县 汉口市公安局第五分局长
303. 卢培 湖北江陵 上海市公安局四区二所所长
304. 萧青山 湖北蔡甸 上海邮政局邮务员
305. 谢濬 江西南昌 军界
306. 薛寿龄 江苏吴县 冠生园总公司经理
307. 薛懋桐 江苏无锡 税警第二十五队
308. 归松涛 上海 商界
309. 韩士进 江苏铜山 商界
310. 庞道宗 江苏吴县 金业
311. 谭富英 北平 梨园界
312. 谭楚书 浙江黄岩 商界
313. 边定远 浙江慈溪 财政部科长
314. 罗洪义 江苏无锡 洪昌银号
315. 罗海涛 湖北大冶 上海市社会局调查员
316. 罗道昆 江苏吴县 警界
317. 严承德 江苏无锡 永丰染织厂
318. 严桂福 江苏宝山 严新记营造厂
319. 顾月波 江苏盐城 商界
320. 顾嘉才 江苏兴化 商界
321. 顾嗣曾 江苏宜兴 江宁要塞司令部
322. 龚元彪 江苏吴县 律师
323. 龚伯勤 江苏吴县 大昌轮船公司
324. 龚绵钦 江西南昌 水上公安队十二大队队长

## 资料来源
1. ↑  上海文史资料选辑第五十四辑《旧上海的帮会》